# الزاخا نين (أولاد داوود ازخانين)
الزاخا نين هي إحدى مشيخات المملكة المغربية، تتبع جغرافيا لإقليم الناظور وإداريًا لأولاد داوود ازخانين. يقدر عدد سكانها بـ 1639 نسمة حسب الإحصاء الرسمي للسكان والسكنى لسنة 2004.